# Estrupvej (Esbjerg)
 Estrupvej  er en  tosporet omfartsvej, der går syd om Esbjerg. Vejen er en del af Europavej E20 og primærrute 24, der går imellem Esbjerg og Øresundsbroen og mellem Esbjerg og Aabenraa.
Omfartsvejen åbnede for trafik den 21. juni 2012 og blev lavet for at få den tunge trafik, som skulle til Esbjerg Havn uden om Esbjerg centrum, så byen ikke skulle belastes af for meget tung trafik.
Vejen forbinder Østre Havnevej i vest med Gammel Ringvej i øst og har forbindelse til Gammelby Ringvej, Taurusvej, Exnersgade, Smørstikkervej og Østre Havnevej.